# Peter Rath

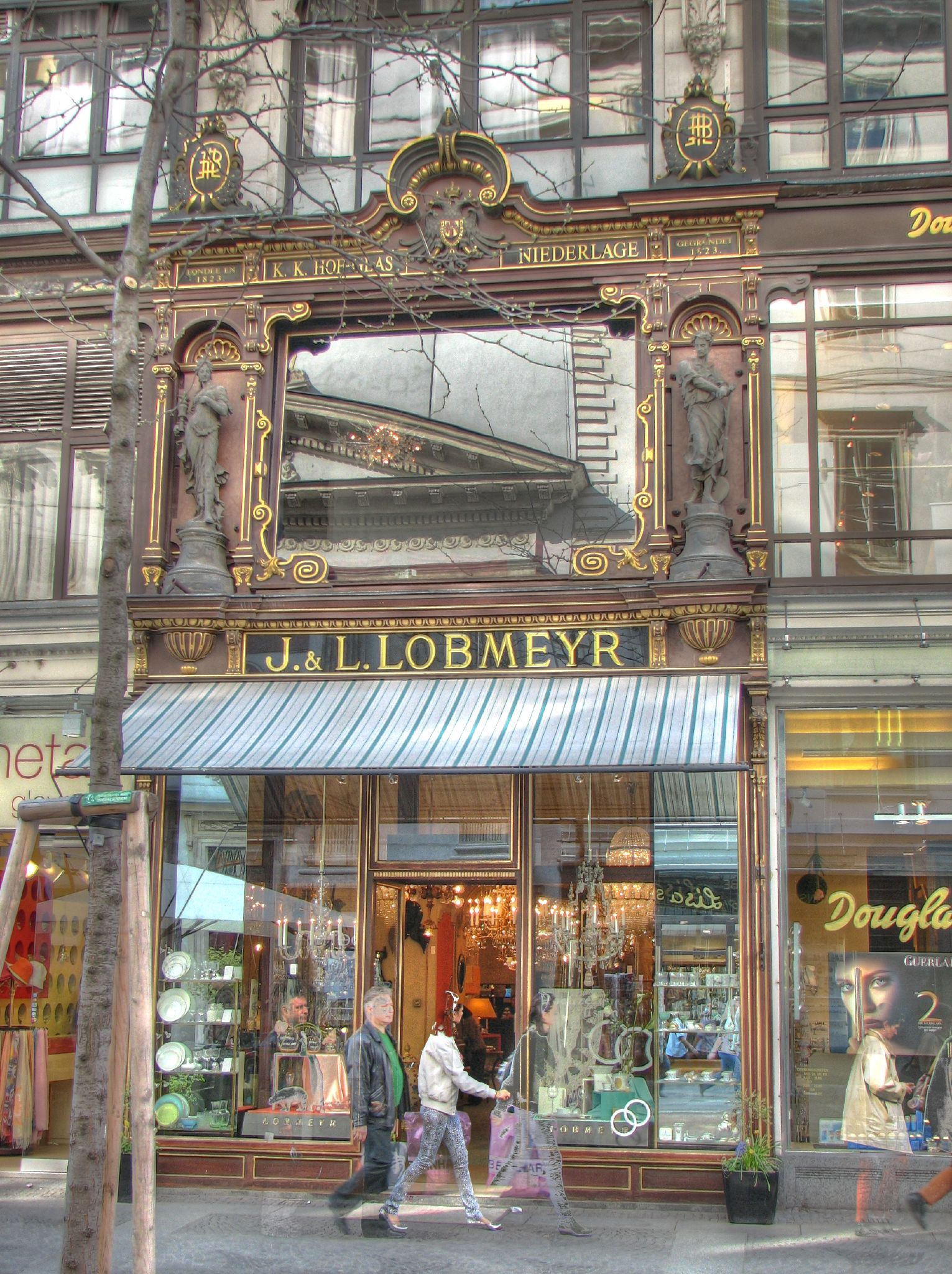
Průčelí domu se sídlem obchodu vídeňské firmy J. & L. Lobmeyr na adrese: Kärntner Straße 26, 1010 Vídeň, Rakousko (rok 2008)

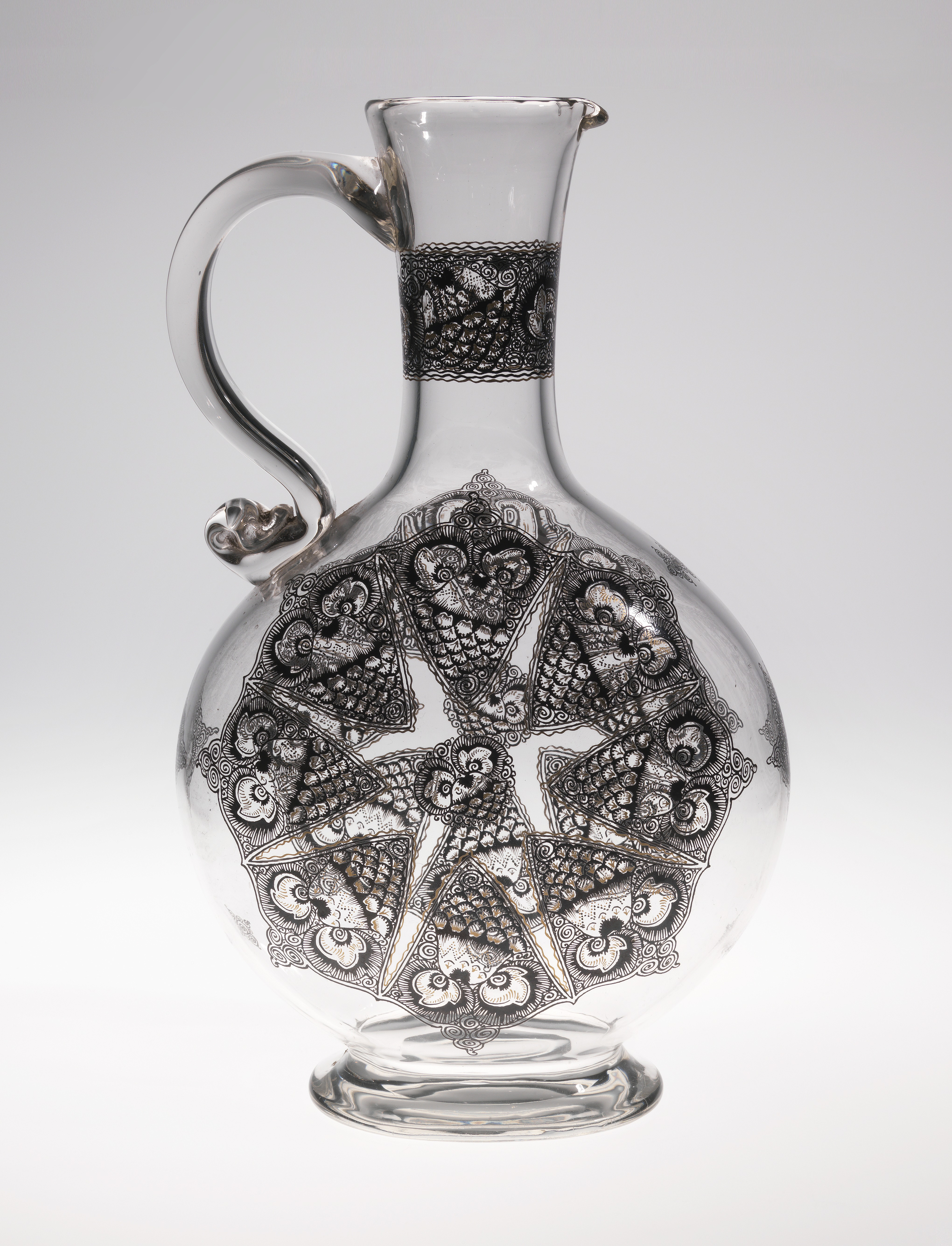
Foukaný skleněný oválný džbán na vodu s aplikovaným uchem, černou perokresbou a zlatým dekorem (zhotovený firmou J. & L. Lobmeyr) na způsob severočeské školy v Kamenickém Šenově (rok 1913 / 1914)

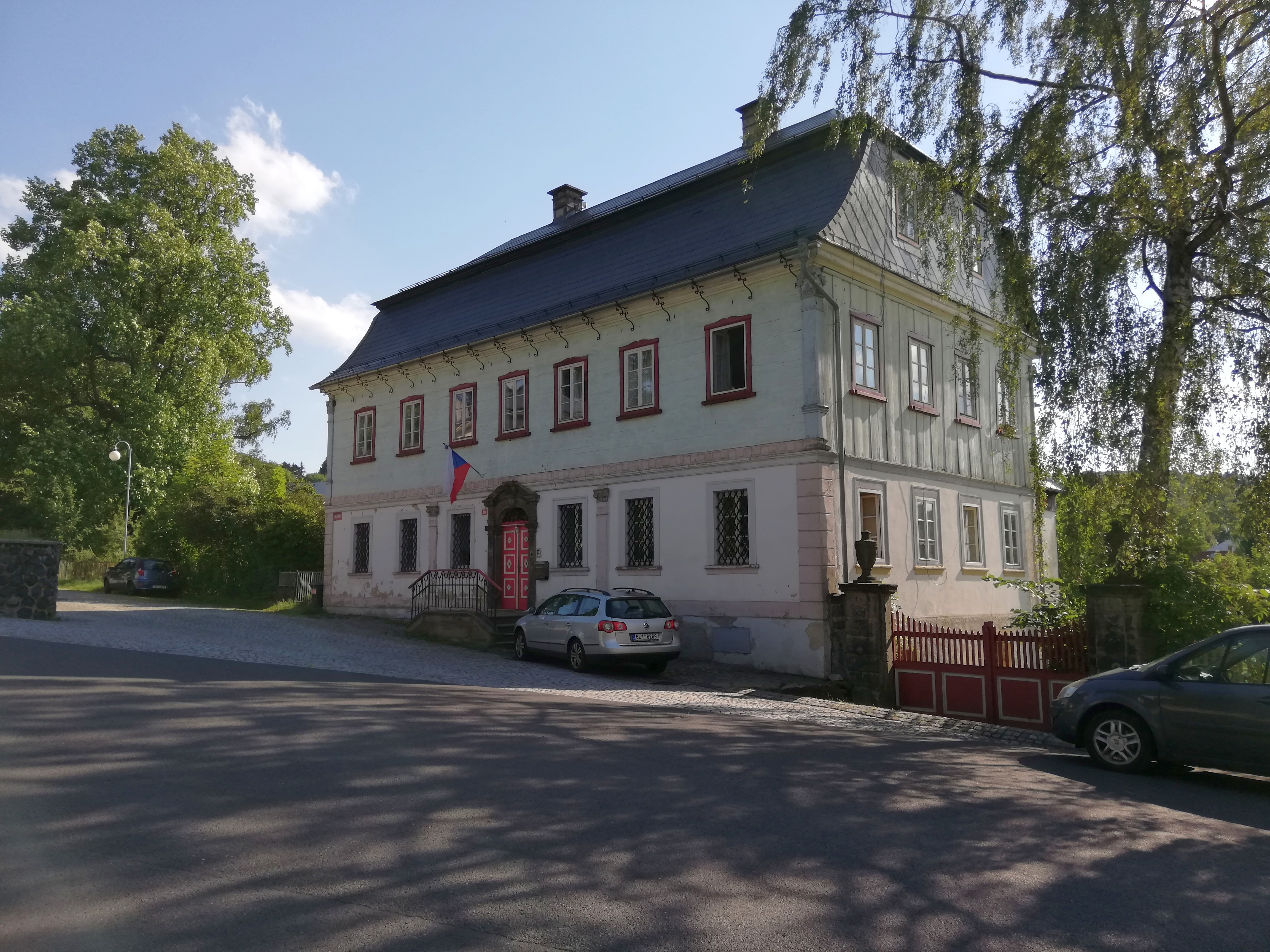
Dům na adrese Havlíčkova čp. 294 Kamenický Šenov

Peter Rath (* 1939) je rakouský sklář, podnikatel a badatel. Zabývá se výrobou replik starých skleněných výrobků, produkcí křišťálových lustrů a je též autorem publikace z oboru historie skla a lustrařství.

## Život
Peter Rath je potomek významné vídeňské rodiny Lobmeyer, která je historicky spojena s podnikáním v oboru skla a také s městem Kamenický Šenov, jehož je Peter Rath čestným občanem. V prosinci 2007 ministr kultury Václav Jehlička ocenil jeho působení a propagaci českého skla v zahraničí medailí „Artis Bohemiae Amicis“ (přítel českého umění), která je udělována zahraničním osobnostem, které působí na poli průmyslu a umění v Čechách.

### Začátky v Kamenickém Šenově
Do Kamenického Šenova přišel Rakušan Peter Rath po sametové revoluci v roce 1994, poté, co vystoupil z rodinné firmy v Rakousku. Rok před tím (v roce 1993) v Kamenickém Šenově zakoupil památkově chráněný měšťanský dům s roubeným patrem čp. 294 v Havlíčkově ulici. V letech 1994 až 2008 v něm provozoval Sklářský ateliér Kamenický Šenov, Petr Rath s.r.o. (respektive Sklářský atelier s.r.o.)

### Sklářský atelier v Kamenickém Šenově
V Kamenickém Šenově založil renomovaný Sklářský atelier Petera Ratha, který zde provozoval déle než 10 let. Peter Rath tak svým ateliérem navázal na činnost pobočky rodinné vídeňské firmy J. & L. Lobmeyr, která v Kamenickém Šenově působila v letech 1918 až 1951 pod vedením Rathova dědečka.
Rathův Ateliér se zaměřoval na malé série vysoce kvalitních sklářských výrobků, zhotovoval repliky skleněných předmětů z přelomu 19. a 20. století či z doby před druhou světovou válkou. Kromě toho zde byl dáván i prostor současným kamenickošenovským malířům, rytcům a brusičům skla. Tato Rathova firma pomohla zahájit karieru řadě mladých tuzemských sklářů. Ateliér i Peter Rath se podíleli na založení evropské společnosti „Light and Glass“ (Sklo a světlo), na pořádání Mezinárodních sympozií rytého skla a letní školy rytí skla. Rath také stál za projektem Křišťálového údolí (Crystal Valley), inicioval vznik sklárny Jílek a podporuje sklářskou školu v Kamenickém Šenově.

### Cesta s trakařem do Vídně
V roce 2008 se při příležitosti odchodu do starobního důchodu vydal Peter Rath na pěší cestu z Kamenického Šenova do Vídně, aby tak završil svoje patnáctileté působení v České republice, které se započalo v roce 1993. Cestu dlouhou 594 kilometrů absolvoval Peter Rath zcela osamocen jen s trakařem, který byl naložen padesátikilogramovou výbavou. Jeho putování mělo kopírovat cestu známého kamenickošenovského obchodníka se sklem, vyučeného malíře, řezače skla a rytce George Franze Kreybicha (1662–1736), který stejnou cestu z Kamenického Šenova do Vídně s trakařem jako tovaryš podnikl ve svých jednadvaceti letech (v roce 1683).
V penzi se Peter Rath věnuje archivní a badatelské činnosti spojené s firmou J. & L. Lobmeyr, s historií broušeného skla a výroby lustrů. Je spoluautorem knihy „Möbel der Lüfte“ (Vzdušný nábytek).